# Festival Pssst!
Festival nijemog filma Pssst! je hrvatski filmski festival koji se od 2007. održava jednom godišnje u organizaciji Centra za kulturu Trešnjevka u Zagrebu.
Posvećen je domaći i stranim nijemim filmovima, te svake godine prikazuje različita ostvarenja klasike nijemog filma i slabije poznata vrijedna ostvarenja.
Festival ima natjecateljski dio programa. Nagrada se zove prema prvom hrvatskom igranom filmu iz 1917. godine, koji je izgubljen i iz kojeg su ostali sačuvani samo pojedine fotografije, Brcku u Zagrebu.
Producentica festivala je Ana Marija Meniss, koordinatorica Nataša Bjelan, a programsko vijeće sačinjava Juraj Kukoč, dok je drugi član bila Janica Tomić.